# Provincia de Sumatra Meridional
Sumatra Meridional (indonesio: Sumatera Selatan) es una de las provincias pertenecientes a la República de Indonesia, se encuentra localizada dentro de la isla de Sumatra. Su ciudad capital es la ciudad de Palembang.

## Historia
En el sitio de la actual provincia fue, durante la Alta Edad Media, el reino de Srivijaya, debido a la ubicación, cerca del estrecho de Malaca fue un gran imperio comercial. En el siglo XIX la isla de sumatra estuvo bajo dominio del Reino de los Países Bajos. Desde 1949 pasó a formar parte de la República de Indonesia.

## Demografía

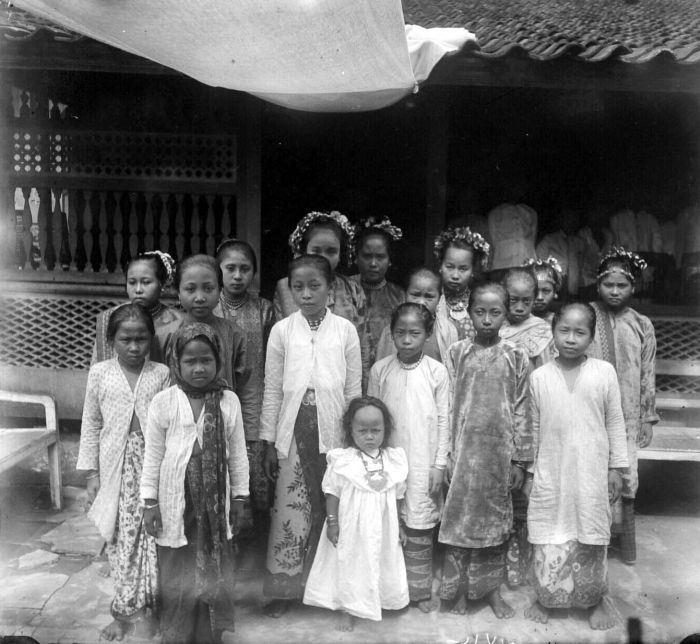
Muchacha musi de la época colonial, vestida con ropas tradicionales

Esta provincia tiene una población de 6.900.000 personas. Dado que ocupa una superficie de 53.435,72 kilómetros cuadrados, su densidad poblacional es de 129,1 habitantes por kilómetro cuadrado.

### Grupos étnicos
La provincia no tiene un dominio étnico claro, aunque los malayos indonesios de habla musi constituyen el grupo principal, seguidos por los javaneses, la mayoría de los cuales son inmigrantes recientes, procedentes de Java como parte del proyecto de transmigración aprobado por el gobierno creado para equilibrar la población, especialmente de la isla altamente superpoblada de Java. Como resultado de ello, el idioma javanés también se habla y se entiende ampliamente, especialmente en zonas con una alta población de transmigrantes, por ejemplo Belitang. El siguiente grupo más grande lo forman las otras poblaciones de habla malaya, así como los komering, un pueblo malayo-polinesio distinto, relacionado con los nativos lampungese de la vecina Lampung. El pueblo minangkabau, los chinos indonesios y los sondaneses conforman otras minorías étnicas de la provincia.

### Idiomas
Si bien el indonesio es el idioma oficial en la provincia, la mayoría de los malayos indonesios habla un dialecto del idioma malayo llamado musi o malayo palembang. Actualmente, el malayo palembang se ha convertido en la lengua franca de la región. El malayo palembang evoluiconó a partir del malayo antiguo, mezclado con el idioma javanés y pronunciado según el acento palembang. Además, este idioma ha recibido préstamos del árabe, el urdu, el persa, el chino, el portugués, el inglés y el holandés, gracias a que Palembang fue en el pasado una gran ciudad comercial, que atraía a comerciantes de todo tipo de lugares. En el pasado, el malayo de Palembang se escribía con la escritura jawi, una versión modificada del alfabeto árabe. Hoy en día, el uso de la escritura jawi está disminuyendo y se está reemplazando por el alfabeto latino.
El malayo palembang consta de dos registros lingüísticos: el primero es el lenguaje cotidiano que emplea casi todo el mundo en la ciudad y que también recibe el nombre de bahasa pasar (lenguaje de mercado); en segundo lugar está el estilo educado y formal ("bebaso"), que es utilizado por círculos limitados, como los sultanes y la nobleza. Suele hablarse por y para personas respetadas o mayores. Por ejemplo, lo emplean los niños con los padres, la nuera con los suegros, los estudiantes con los maestros, o entre hablantes de la misma edad con el propósito de respeto mutuo, porque bebaso significa hablar cortés y sutilmente.
Sin embargo, el resto de comunidades, tanto locales como inmigrantes, a menudo utilizan su lengua propia como idioma cotidiano, como el javanés komering, el lahat, el minangkabau, el madurés, el buginés, el banjarés, el árabe, el urdu, el chino...
El indonesio se utiliza generalmente como segundo idioma y también como idioma de educación y para fines oficiales.

### Religión
La población de la provincia, al igual que en otras partes de Sumatra (con la excepción de Bangka Belitung y las provincias de Sumatra Septentrional), sigue abrumadoramente la escuela de derecho Shafi'i del Islam sunita. La religión es adoptada principalmente por las etnias malaya, javanesa, minangkabau y sondanesa. También se practican otras religiones minoritarias: por ejemplo, los chinos siguen principalmente el Budismo Mahāyāna y el Cristianismo.